# Guy Gabaldon
Pour les articles homonymes, voir Gabaldon.
Guy Louis Gabaldon (22 mars 1926 - 31 août 2006) était engagé dans les marines pendant la Seconde Guerre mondiale. On lui attribue d'avoir capturé (ou persuadé de se rendre) près de 1 000 soldats japonais et de nombreux civils durant la bataille de Saipan en 1944. Alors, seulement premier soldat de première classe, il fut d'abord récompensé par une Silver Star, mais il reçut plus tard une Navy Cross pour ses actions. Après la guerre, il vécut à Saipan plusieurs années. Guy Gabaldon était un américano-mexicain qui fut élevé par des nippo-américains. Ses actions à Saipan furent immortalisées dans le film Saipan, dont le rôle principal était joué par Jeffrey Hunter. Après la guerre, Gabaldon écrivit deux livres — Saipan: Suicide Island et America Betrayed.